# Ліпа (Лодзинське воєводство)
Ліпа (пол. Lipa) — село в Польщі, у гміні Стрикув Зґерського повіту Лодзинського воєводства.
У 1975-1998 роках село належало до Лодзинського воєводства.